# Clodoaldo Redivo
Clodoaldo Redivo, né le 11 avril 1981 à Foz do Iguacu (Brésil), est un joueur international de futsal. Brésilien de naissance, il joue au sein de l'équipe AMF d'Italie.

## Biographie
Clodoaldo Redivo naît en 1981 à Foz do Iguacu au Brésil.

### Début en Italie
Il fait ses débuts en Italie sous le maillot de Reggiana A5 de 2003 à 2006 en Serie A2.
Il rejoint ensuite le Pescara A5 de 2007 à 2009. Lors de la saison 2010-2011, il joue au Cagliari A5 puis à l'Arena Sitronic Montecchio durant la saison 2011-2012 en Serie B,.

### Poursuite en Belgique et France
Lors de la saison 2012-2013, il rejoint le club le plus titré de Belgique, l'Action 21.
Pendant deux ans, il rejoint le champion en titre Futsal Châtelineau avec lequel il remporte le titre de champion 2013-2014. 
Au début de la saison 2014-2015, l'italo-brésilien rejoint le Douai Gayant Futsal dans le Nord de la France. L'exercice suivant, il évolue aussi en parallèle en deuxième division belge au Fact Futsal Limal et fait les 280 km aller-retour pour chaque entraînement et match. En février 2016, il est troisième de D1 française mais termine cinquième, aux portes de la phase finale, et est nominee dans les meilleurs gardiens de la compétition.
Il quitte Douai en fin de saison pour le Bethune Futsal, tout en continuant avec Fact Limal. Fin 2017, Aldo Redivo est blessé aux ligaments et entraîneur adjoint de l'équipe belge. En 2017-2018, son équipe termine aux portes des play-offs de Nationale 1 de l'ABFS. Il prolonge au club, avant de le quitter. 
Fin août 2018, il répond à une offre alléchante du club français promu en D1, ACCES Futsal Club.
Lors de la saison 2019-2020, le gardien joue dans le Championnat de Belgique URBSFA au FSP Halle-Gooik aux côtés de son fils Rafael et dispute aussi la Ligue des champions.  
Début 2020, à 38 ans, Redivo rejoint le HCT Domi Manage.

### En équipe nationale
Aldo prend part au Championnat d'Europe UEFS de 2016 avec l'équipe d'Italie,. Sa sélection termine à la deuxième place.

## Palmarès
- Championnat d'Europe UEFS
  - Deuxième : 2016

- Championnat de Belgique URBSFA (1)
  - Champion : 2014

- Championnat de France
  - Finaliste : 2019